# Berkley (Colorado)
Berkley è un centro abitato (census-designated place) degli Stati Uniti d'America, situato nella contea di Adams dello Stato del Colorado. Nel censimento del 2000 la popolazione era di 10.743 abitanti.

## Geografia fisica
Secondo i rilevamenti dell'United States Census Bureau, Berkley si estende su una superficie di 10,9 km².